# La rabbia e l'orgoglio
La rabbia e l'orgoglio è il primo libro de "La Trilogia di Oriana Fallaci" (gli altri due sono La forza della ragione e Oriana Fallaci intervista sé stessa - L'Apocalisse). Il libro è la versione estesa dell'articolo apparso sul quotidiano Corriere della Sera il 29 settembre 2001 in seguito all'attacco alle Torri Gemelle dell'11 settembre 2001.
Il libro ha avuto straordinario successo in tutto il mondo vendendo milioni di copie (arrivando alla ventottesima ristampa) e segnando il ritorno di Oriana Fallaci sulla scena internazionale dopo un silenzio lungo dieci anni. La scrittrice stava preparando il romanzo Un cappello pieno di ciliege (pubblicato postumo), quando l'allora direttore del Corriere della Sera Ferruccio de Bortoli la convinse a pubblicare i suoi pensieri riguardo ai temi legati all'11 settembre: gli Stati Uniti, l'Italia, l'Europa e l'Islam.

## Contenuto
Per la Fallaci sarebbe in atto un processo di decadenza della civiltà occidentale, soprattutto europea. Nel libro, la scrittrice fiorentina accusa duramente la classe politica italiana e più in generale occidentale, gli intellettuali e anche la Chiesa cattolica di alimentare o tollerare tale decadenza.
Una citazione illustre estrapolata dal libro è: "Vi sono dei momenti, nella Vita, in cui tacere diventa una colpa e parlare diventa un obbligo. Un dovere civile, una sfida morale, un imperativo categorico al quale non ci si può sottrarre". Con questa espressione la scrittrice sottolinea l'impossibilità di mantenere quel silenzio che si era precedentemente auto-imposta come unica soluzione per lenire la sua ardente rabbia di fronte ad un'Italia che l'aveva delusa.
Lo schianto degli aerei contro le torri è dalla Fallaci comparato ad un coltello che si infilza in un panetto di burro.
Il libro si conclude con un'espressione dal tono perentorio: "Stop. Quello che avevo da dire l'ho detto. La rabbia e l'orgoglio me l'hanno ordinato. La coscienza pulita e l'età me l'hanno consentito. Ora basta. Punto e Basta."

## Edizioni
- Oriana Fallaci, La rabbia e l'orgoglio, Milano, Rizzoli, 2001, ISBN 88-17-86983-X.
- Oriana Fallaci, La rabbia e l'orgoglio, Milano, BUR, 2009,  X, 161 pp., ISBN 978-88-17-03560-6.
- Oriana Fallaci, La rabbia e l'orgoglio, Milano, Rizzoli, 2011. ISBN 978-88-17-05406-5.